# Igrzyska Imperium Brytyjskiego i Wspólnoty Brytyjskiej 1954
     państwa debiutujące
     państwa, które brały już udział w Igrzyskach

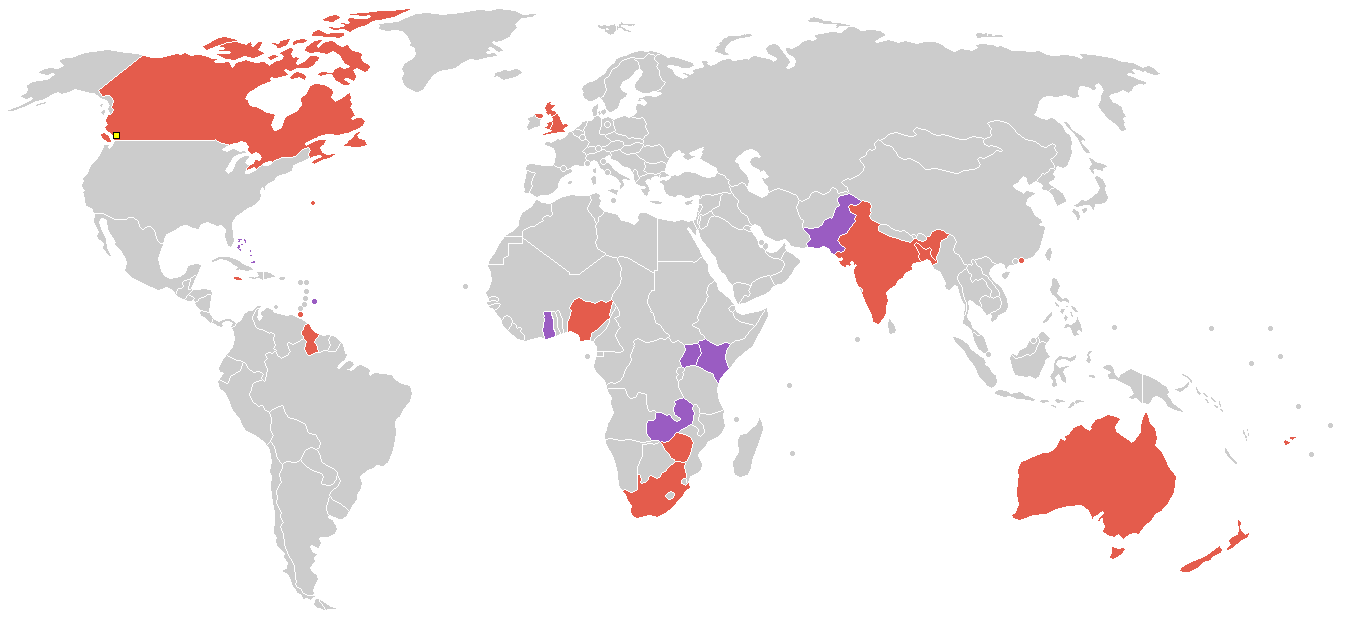
Państwa biorące udział w Igrzyskach Imperium Brytyjskiego i Wspólnoty Brytyjskiej w 1954 roku:
państwa debiutujące
państwa, które brały już udział w Igrzyskach

Igrzyska Imperium Brytyjskiego i Wspólnoty Brytyjskiej 1954, po raz pierwszy pod tą nazwą, odbyły się w Vancouver, po raz drugi w Kanadzie. Przysięgę złożył Bill Parnell, kapitan kanadyjskiej reprezentacji. W 1954 roku zadebiutowało osiem drużyn, które wystartowały jako pierwsze spoza dawnego imperium brytyjskiego. Te drużyny to:
- Bahamy
- Barbados
- Kolonia Kenii
- Pakistan
- Zimbabwe
- Rodezja Północna
- Protektorat Ugandy
- Złote Wybrzeże

W 90 konkurencjach 9 dyscyplin sportowych wystartowało 662 sportowców z 24 krajów. W kalendarzu igrzysk znalazły się: boks, kolarstwo, kręglarstwo, lekkoatletyka, skoki do wody, pływanie, podnoszenie ciężarów, wioślarstwo i zapasy. W Igrzyskach pierwszy raz w historii wzięło udział dwóch lekkoatletów, którzy wystartowali w biegu na 1 milę i ukończyli go w czasie poniżej czterech minut. Z tego powodu zjawisko to było później nazywane "milowym cudem" pomiędzy Rogerem Bannisterem i Johnem Landym. Podczas imprezy padł rekord Igrzysk, który przetrwał do chwili obecnej, lecz obecnie nie rozgrywa się tej konkurencji. Angielski kolarz, E.G. Thompson w jeździe na 100 kilometrów uzyskał czas 2 godziny 44 minuty 8,1 sekundy, a samą jazdę ukończyło tylko siedmiu sportowców. Złotą multimedalistką Igrzysk była nowozelandzka lekkoatletka, Yvette Williams, która zdobyła trzy złote medale (w skoku w dal, pchnięciu kulą i rzucie dyskiem).
Klasyfikacja medalowa
| Miejsce | Kraj                |    |    |    | Razem |
| ------- | ------------------- | -- | -- | -- | ----- |
| 1.      | Anglia              | 23 | 24 | 20 | 67    |
| 2.      | Australia           | 20 | 11 | 17 | 48    |
| 3.      | Południowa Afryka   | 16 | 6  | 13 | 35    |
| 4.      | Kanada              | 9  | 20 | 14 | 43    |
| 5.      | Nowa Zelandia       | 7  | 7  | 5  | 19    |
| 6.      | Szkocja             | 6  | 2  | 5  | 13    |
| 7.      | Zimbabwe            | 2  | 4  | 1  | 7     |
| 8.      | Trynidad i Tobago   | 2  | 2  | 0  | 4     |
| 9.      | Irlandia Północna   | 2  | 1  | 0  | 3     |
| 10.     | Protektorat Nigerii | 1  | 3  | 3  | 7     |
| 11.     | Pakistan            | 1  | 3  | 2  | 6     |
| 12.     | Rodezja Północna    | 1  | 2  | 3  | 6     |
| 13.     | Walia               | 1  | 1  | 5  | 7     |
| 14.     | Jamajka             | 1  | 0  | 0  | 1     |
| 15.     | Barbados            | 0  | 1  | 0  | 1     |
| 16.     | Hongkong            | 0  | 1  | 0  | 1     |
| 17.     | Protektorat Ugandy  | 0  | 1  | 0  | 1     |
| 18.     | Gujana Brytyjska    | 0  | 0  | 1  | 1     |

## Dyscypliny
- Lekkoatletyka  (szczegóły)
- Zapasy  (szczegóły)